# Постернак, Владимир Борисович
Постернак  Влади́мир Бори́сович (6 сентября 1947 года, Подольск, Московская область, РСФСР, СССР — 1 сентября 1997 года) — советский и российский художник-постановщик кино.

## Биография
Родился 6 сентября 1947 года в Подольске Московской обл. в семье служащих завода им. Орджоникидзе. В 1968 году — выпускник педагогического отделения Московского художественного училища Памяти 1905 г., в 1974 году — художественного факультета ВГИКа (мастерской Г. Мясникова). В 1974—1991 годах работал ассистентом художника, затем художником-постановщиком на к/с им. Горького. В 1991—1997 годах — художник-постановщик к/с «Мосфильм». В 1995—1997 годах преподавал живопись на кафедре реставрации факультета церковных художеств Православного Свято-Тихоновского богословского института (ныне Православного Свято-Тихоновского гуманитарного университета). Участник коллективных выставок художников кино.
Скончался 1 сентября 1997 года.
Личная жизнь: был женат, двое детей.

### Фильмография
| Год  |     | Название                                                                             | Роль                 |
| ---- | --- | ------------------------------------------------------------------------------------ | -------------------- |
| 1978 | ф   | Стеклянные бусы                                                                      | художник-постановщик |
| 1979 | ф   | Циркачонок                                                                           | художник-постановщик |
| 1980 | ф   | Старые долги                                                                         | художник-постановщик |
| 1981 | ф   | Сказка, рассказанная ночью                                                           | художник-постановщик |
| 1981 | ф   | Карнавал                                                                             | художник-постановщик |
| 1982 | ф   | Василий Буслаев                                                                      | художник-постановщик |
| 1983 | ф   | Экзамен на бессмертие                                                                | художник-постановщик |
| 1984 | ф   | Семь стихий                                                                          | художник-постановщик |
| 1984 | ф   | Господин гимназист                                                                   | художник-постановщик |
| 1985 | кор | Ералаш. Выпуск 53, эпизод 3 «Миллион лет назад, или Как появилась человеческая речь» | художник-постановщик |
| 1987 | ф   | Николай Подвойский                                                                   | художник-постановщик |
| 1984 | кор | Альтернатива                                                                         | художник-постановщик |
| 1988 | ф   | Маленькая Вера                                                                       | художник-постановщик |
| 1989 | ф   | Ночевала тучка золотая                                                               | художник-постановщик |
| 1990 | ф   | Супермент                                                                            | художник-постановщик |
| 1990 | ф   | Бабочки                                                                              | художник-постановщик |
| 1991 | ф   | За последней чертой                                                                  | художник-постановщик |
| 1992 | ф   | Луна-парк                                                                            | художник-постановщик |
| 1992 | ф   | Старые молодые люди                                                                  | художник-постановщик |
| 1993 | ф   | Золото                                                                               | художник-постановщик |
| 1993 | ф   | Маленькие человечки Большевистского переулка, или Хочу пива                          | художник-постановщик |
| 1993 | ф   | Месть шута                                                                           | художник-постановщик |
| 1993 | ф   | Шейлок                                                                               | художник-постановщик |
| 1994 | ф   | Немой свидетель                                                                      | художник-постановщик |
| 1995 | ф   | За что?                                                                              | художник-постановщик |
| 1997 | тф  | Возвращение Жар-птицы                                                                | нет в титрах         |

## Награды
- 1989 — серебряная медаль на конкурсе фильмов на ВДНХ в Москве за эскизы к кинофильму «Маленькая Вера».